# Michele Krasnoo
Michele Krasnoo est une actrice américaine y artista marcial, et née le 1er juillet 1974 à Culver City, Californie (États-Unis).

## Biographie
Michele Krasnoo est une experte en arts martiaux. Elle détient des ceintures noires en taekwondo, karaté Shōrin Ryu d'Okinawa, Tangsudo, et wushu, elle a joué aux côtés de Sasha Mitchell dans Kickboxer 4.

## Filmographie
- 1986 : Le Tigre rouge (No Retreat, No Surrender) : Karate student
- 1992 : Blackbelt : Dillon's Karate Student
- 1993 : High Kicks (vidéo)
- 1993 : Full Contact : Female Fighter
- 1994 : Kickboxer 4: The Aggressor : Megan Laurence
- 1994 : Death Match : Tammy
- 1995 : WMAC Masters (série TV) : Mouse
- 1998 : Trois hommes sur le green (The Secret Lives of Men) (série TV)